# Nahverkehr in Hanau
Das Stadtgebiet von Hanau wird von der S-Bahn Rhein-Main und der Odenwaldbahn bedient. Es verkehren Regionalbusse des Stadtverkehr Maintal, der Regionalverkehr Kurhessen GmbH (RKH), der Kreisverkehrsgesellschaft Offenbach (kvgOF), der KreisVerkehrsGesellschaft Main-Kinzig, der Rack Tours GmbH, der HEUSER GmbH, der Alpina Rhein-Main GmbH sowie die städtischen Busse der Hanauer Straßenbahn GmbH (HSB).

## Tarife
Der Stadtverkehr ist in den Rhein-Main-Verkehrsverbund (RMV) integriert, auf allen Schienen- und Buslinien gelten dessen Tarife und Fahrscheine. Der Fahrpreis richtet sich nach der Anzahl der durchfahrenen Tarifzonen.

## S-Bahn Rhein-Main
Die Stadt wird von den S-Bahn-Linien S 8 (seit 1995) und S 9 (seit 2000) angefahren.

## Umsteigepunkte
Der Zentrale Omnibusbahnhof (ZOB) der Stadt Hanau, ist der Freiheitsplatz. Er liegt zwischen der Hanauer Altstadt und der Neustadt. Dort bestehen sowohl städtische als auch regionale Verbindungen und Umsteigemöglichkeiten. Weitere wichtige Umsteigepunkte sind der Hanauer Hauptbahnhof, der Marktplatz, der Westbahnhof, der Nordbahnhof und die Bahnhöfe Wilhelmsbad und Steinheim (Main).

## Linien im Stadtbusverkehr
Zurzeit besteht das Netz der HSB aus 11 Linien (1–12).
- 1: Hauptbahnhof – Dunlop – Freiheitsplatz – Friedhof Kesselstadt

- 2: Hauptbahnhof – Freiheitsplatz – François-Gärten – Lamboy

- 4: Freiheitsplatz – Bahnhof Steinheim – Steinheim - Klein-Auheim

- 5: Weststadt – Marktplatz – Hauptbahnhof

- 6: Freiheitsplatz – Wolfgang – Großauheim

- 7: Hohe Landesschule – Freiheitsplatz – Hauptbahnhof – Großauheim Waldsiedlung
- 8: Hauptbahnhof – Wolfgang – Großauheim Waldsiedlung

- 9: Freiheitsplatz – Bahnhof Wilhelmsbad – Hohe Tanne – Mittelbuchen

- 10: Friedhof Kesselstadt – Freiheitsplatz – Lamboy

- 11: Technologiepark – Hauptbahnhof – Bahnhof Steinheim – Rondo Steinheim

- 12: Ikea – Freiheitsplatz – Bahnhof Steinheim – Steinheim
- 20: Hauptbahnhof – Lamboy

## Veränderungen im Stadtbusnetz seit 1994
Im Jahre 1994, dem letzten Jahr vor dem Start des Rhein-Main-Verkehrsverbundes (RMV) bestand das Netz der HSB aus 14 Linien (1–9, 11, 12 und 14–16).
- 1: Hohe Tanne - Bahnhof Wilhelmsbad - Freiheitsplatz - Marktplatz - Westbahnhof - Schloss Philippsruhe - Kesselstadt-Weststadt - Kesselstadt

(Werktagsverkehr im 10-Minuten-Takt zwischen Bahnhof Wilhelmsbad und Kesselstadt-Weststadt, in den Randgebieten 20-Minutentakt)
- 2: Hauptbahnhof - Marktplatz - Freiheitsplatz - Nordbahnhof - Lamboy - Tümpelgarten

(Werktagsverkehr im 15-Minuten-Takt)
- 3: August-Schärtner-Halle -  Hohe Landesschule/Ostheimer Straße - Bruchköbler Landstraße - Schloßplatz - Freiheitsplatz - Marktplatz - Dunlop

(Werktagsverkehr im 30-Minuten-Takt)
- 4: Klein-Auheim - Steinheim -  Bahnhof Steinheim (Main) -  Westbahnhof - Freiheitsplatz

(Werktagsverkehr im 20-Minuten-Takt)
- 5: Roßdorf - Bruchköbel Innerer Ring - Bruchköbel Hainstraße - Bruchköbler Landstraße - Freiheitsplatz

(Werktagsverkehr im 30-Minuten-Takt mit Verdichtungen im Schülerverkehr)
- 6: Klein-Auheim - Großauheim/(Kaserne Großauheim) - Wolfgang - US-Pioneer-Kaserne - Marktplatz - Freiheitsplatz

(Werktagsverkehr im 20-Minuten-Takt mit Verstärkerfahrten zur Großauheimer Kaserne)
- 7: Hauptbahnhof - Marktplatz - Freiheitsplatz - Nordbahnhof - Tümpelgarten - Lamboy

(Werktagsverkehr im 15-Minuten-Takt)
- 8: Freiheitsplatz - Marktplatz - Hafen

(Werktagsverkehr im 30-Minuten-Takt)
- 9: Mittelbuchen Kilianstädter Straße - Bahnhof Wilhelmsbad - Freiheitsplatz

(unregelmäßig, Betriebsruhe zwischen 15 und 19 Uhr)
- 11: Moselstraße - Lamboy - Nordbahnhof - Freiheitsplatz - Marktplatz - Hauptbahnhof

(unregelmäßig, etwa eine Fahrt pro Stunde zwischen Moselstraße und Freiheitsplatz, einzelne Verstärker zum Hauptbahnhof)
- 12: Steinheim - Bahnhof Steinheim (Main) - Westbahnhof - Marktplatz - Freiheitsplatz

(Werktagsverkehr etwa im 40-Minuten-Takt mit unregelmäßigen Verdichtungen)
- 14: Siemens - Wolfgang - Hauptbahnhof - Marktplatz - Freiheitsplatz

(Verstärkerfahrten im Berufsverkehr)
- 15: (Bruchköbel Schule Nord -) Bruchköbel Innerer Ring - Bruchköbel Lindenallee - Bruchköbler Landstraße - Freiheitsplatz

(Werktagsverkehr im 30-Minuten-Takt mit Verdichtungen im Schülerverkehr)
- 16: Großauheim - Großauheim Industriegebiet - Hauptbahnhof - Klinikum Hanau - Freiheitsplatz

(unregelmäßig, etwa zwei Fahrten pro Stunde)
Zum Fahrplanwechsel im Sommer 1995 kam es zu entscheidenden Änderungen im Hanauer Nahverkehr. Die Stadt wurde an das Frankfurter S-Bahn-System angeschlossen und gleichzeitig traten sämtliche das Stadtgebiet berührende Nahverkehrsunternehmen dem neugegründeten Rhein-Main-Verkehrsverbund bei. Damit einher gingen Veränderungen im Sinne des vom RMV gewünschten Taktfahrplans, welcher aus einem 15-/30-/60-Minuten-Intervall bestehen sollte, und im Bereich der Linienplanung, so dass nun innerhalb des Verbundes sinnlos konkurrierende Angebote verschwinden konnten. Im Klartext bedeutete dies, dass nahezu alle bisher dem neuen Verbundsschema widersprechenden Linien diesem angepasst wurden, so dass es zu folgenden Änderungen kam:
- 4: Umstellung auf 15-Minuten-Takt mit gleichzeitiger Anpassung der Fahrzeiten an die Ankunfts- und Abfahrtszeiten der S-Bahn am Steinheimer Bahnhof.

- 6: Umstellung auf 15-Minuten-Takt zwischen der Innenstadt und Großauheim. Dadurch allerdings Taktstreckung zwischen Groß- und Klein-Auheim von 20 auf 30 Minuten.

- 12: Umstellung auf den bis heute gültigen 30-Minuten-Takt mit Verstärkungen zum 15-Minuten-Takt im Berufsverkehr; ebenfalls Anpassung an die S-Bahn-Zeiten am Steinheimer Bahnhof.

- 14: Entfall der Linie zugunsten von durch andere Verkehrsunternehmen gefahrenen System-Linien.

- 16: Umstellung auf den bis heute gültigen 30-Minuten-Takt und Führung zwischen Großauheim und Hanau Hauptbahnhof über eine Schnellstraße unter Auslassung des Großauheimer Industriegebietes zugunsten der Regionalbuslinie 566.

## Linien im Regionalbusverkehr
- n61 (Nachtbus): Frankfurt Hbf - Konstablerwache - Maintal - Hanau Westbahnhof, weiterführend nach Hanau-Steinheim - Mühlheim - Offenbach - Frankfurt - Offenbach - Mühlheim - Hanau Freiheitsplatz
- MKK-23: Frankfurt(Main)-Enkheim U-Bahn Station - Maintal-Bischofsheim - Bahnhof Maintal Ost - Freiheitsplatz  (SVM)
- MKK-31: Niederdorfelden - Schöneck - Mittelbuchen - Wachenbuchen -  Hanau-Kesselstadt - Bahnhof Wilhelmsbad - Hanau Westbahnhof - Freiheitsplatz
- MKK-32: Schöneck - Niederdorfelden - Wachenbuchen - Hanau-Kesselstadt - Bahnhof Wilhelmsbad - Hanau Westbahnhof - Freiheitsplatz
- MKK-33: Oberissigheim - Niederissigheim - Bruchköbel -  Hanau Hohe Landesschule - Hanau-Nordbahnhof - Freiheitsplatz
- MKK-51: Langenselbold - Neuberg - Erlensee - Rodenbach - Hanau-Wolfgang - Klinikum Hanau -  Freiheitsplatz
- MKK-52: Oberrodenbach - Niederrodenbach - Hanau-Wolfgang - Klinikum Hanau Freiheitsplatz
- MKK-53: Horbach - Altenmittlau - Bernbach - Somborn - Gondsroth - Neuenhaßlau - Langenselbold - Niederrodenbach - Hanau-Wolfgang - Klinikum Hanau - Freiheitsplatz
- MKK-54: Langenselbold - Rückingen - Hanau-VHS - FreiheitsplatzFreiheitsplatz
- 562: Kaichen - Erbstadt - Eichen - Heldenbergen - Windecken - Ostheim - Roßdorf - Bruchköbel - Hanau - Freiheitsplatz
- 563: Altenstadt - Limeshain - Hammersbach - Bruchköbel - Hanau Hohe Landesschule - Freiheitsplatz - Klinikum Hanau - Hanau Hauptbahnhof
- 566: (Karlstein am Main -) Kahl am Main - Großkrotzenburg - Hanau Großauheim - Freiheitsplatz
- OF-87: Klein-Krotzenburg - Hainstadt - Hanau Klein-Auheim - Hanauer Hauptbahnhof Hauptbahnhof